# Polskie Towarzystwo Afrykanistyczne
Polskie Towarzystwo Afrykanistyczne – polska organizacja skupiająca przede wszystkim polskich naukowców zajmujących się afrykanistyką.

## Historia
PTF powstało w 1990 z inicjatywy grupy afrykanistów reprezentujących sześć ośrodków badawczych: Zakład Języków i Kultur Afryki UW, Instytut Krajów Rozwijających się UW, Instytut Historii UW, Instytut Orientalistyki UJ, Zakład Etnologii UW i Zakład Krajów Pozaeuropejskich PAN.
Członkami założycielami towarzystwa było 19 osób. Członkowie PTAfr reprezentują środowiska naukowe związane ze wspomnianymi wyżej instytucjami oraz innymi ośrodkami, gdzie prowadzone są badania afrykanistyczne. Wśród członków są także osoby związane z działalnością misyjną, duszpasterską, pedagogiczną i naukową kościoła katolickiego w Polsce (w tym przedstawiciele uczelni katolickich: Uniwersytet Kardynała Stefana Wyszyńskiego w Warszawie oraz Katolicki Uniwersytet Lubelski); jak również muzealnicy, etnografowie, studenci oraz sympatycy spoza uczelni.
Od 1994, razem z Zakładem Języków Kultur Afryki UW, Towarzystwo wydaje półrocznik „Afryka. Biuletyn Polskiego Towarzystwa Afrykanistycznego”. Początkowo nosił tytuł „Biuletyn PTAfr” i stanowił wewnętrzną publikację informacyjną.